# Maison Margiela
Maison Margiela (dříve Maison Martin Margiela) je francouzská značka luxusního oblečení. Založil ji v roce 1988 návrhář Martin Margiela. Produkuje jak dámské a pánské oblečení, tak i šperky, obuv a parfémy. Výrobky jsou často dekonstrukční a avantgardní a při jejich výrobě jsou využívány nekonvenční materiály. Rovněž přehlídky firma často pořádá na neobvyklých místech (stanice metra, rohy ulic). V říjnu 2009 byl oznámen odchod zakladatele Martina Margiely z postu kreativního ředitele. Značka nadále používala svůj původní název, přičemž post kreativního ředitele v roce 2014 zaujal John Galliano.

## Historie
Maison Margiela byla založena Martinem Margielou, belgickým módním návrhářem v roce 1988. Dříve Margiela studoval módu na Royal Academy v Antverpách. Během 80. let se Margiela a další belgičtí designéři, jako například Antverpská šestka, nechali inspirovat dekonstruktivní módou zavedenou japonskými avantgardisty, jako je Rei Kawakubo - tvůrce značky Comme des Garçons.  Margiela začal používat dekonstruktivní styl v 80. letech , zatímco nezávislý designér v italském Miláně a na počátku své práce často odhalil strukturu oděvů, například záměrně odhalené podšívky a švy.  V roce 1984 se stal designovým asistentem Jeana Paula Gaultiera v Paříži, kde působil až do roku 1987. V roce 1988 zahájil Martin svou vlastní designérskou značku Maison Martin Margiela  s obchodním partnerem a kolegou návrhářkou Jenny Meirens. Zpočátku pracovali v pařížském bytě , otevřeli svůj první obchod v neoznačeném bílém prostoru v Paříži  a také otevřeli malé studio na 12 Leopoldstraat v Antverpách.